# Törökszentmiklós
Törökszentmiklós là một thành phố thuộc hạt Jász-Nagykun-Szolnok, Hungary. Thành phố này có diện tích 185,16 km², dân số năm 2010 là 21506 người, mật độ 116 người/km².